# Antoine Chrysostome Quatremère de Quincy

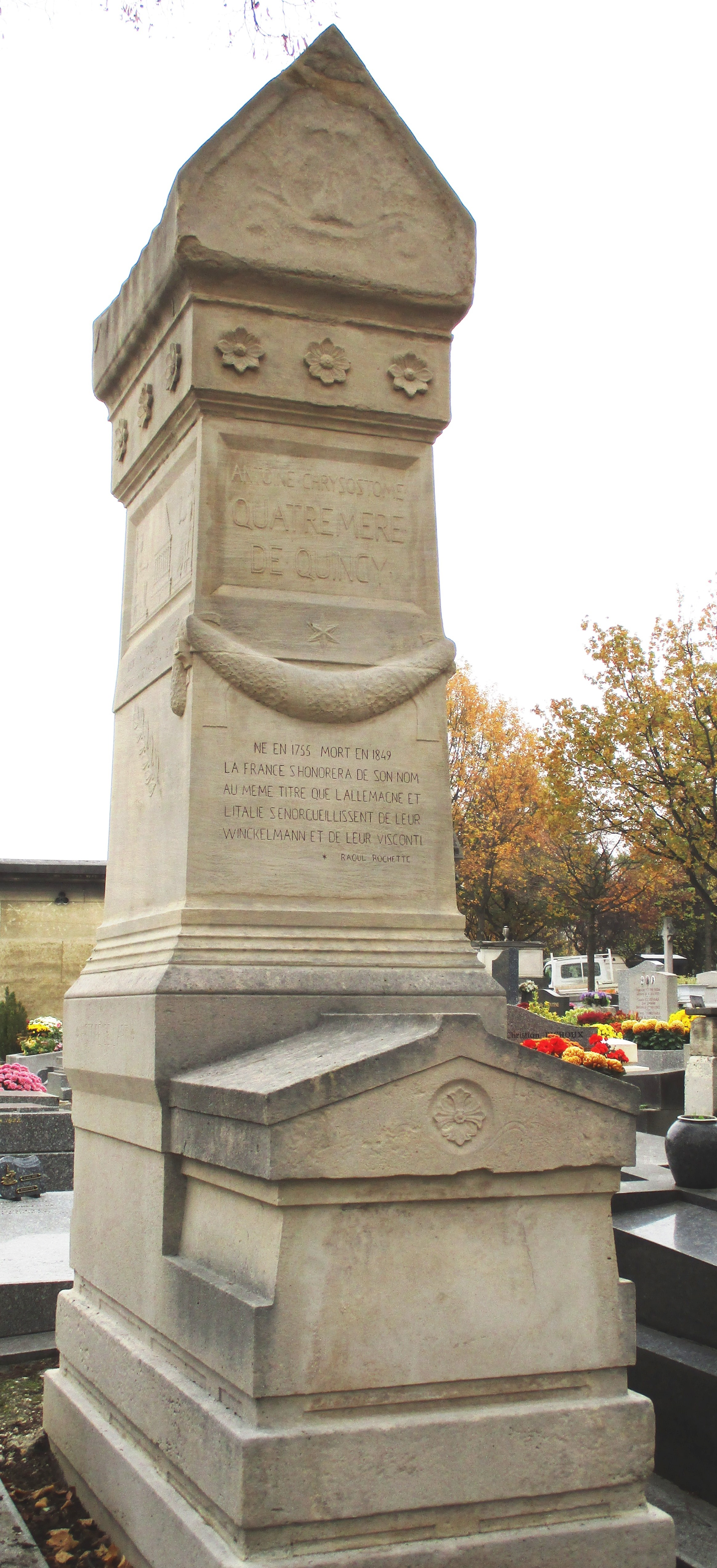
Grób A. Ch. Quatremère de Quincy

Antoine Chrysostome Quatremère de Quincy (ur. 28 października 1755 w Paryżu, zm. 28 grudnia 1849 tamże) – francuski teoretyk architektury, polityk, filozof, archeolog i krytyk sztuki.

## Biografia
Antoine Chrysostome Quatremère de Quincy urodził się w Paryżu 28 października 1755 roku. Ojciec był kupcem, który w 1780 roku otrzymał tytuł szlachecki. De Quincy ukończył Lycée Louis-le-Grand. Odbył podróż do Włoch w 1776 roku, by zgromadzić materiał potrzebny do publikacji Dictionnaire d’architecture, którego pierwszy tom ukazał się w 1788 roku. Pozostawał pod wpływem idei Johanna Joachima Winckelmanna, co skłoniło go do zainteresowania się również archeologią. Po wybuchu rewolucji został w 1791 roku wybrany do Zgromadzenia Prawodawczego (fr. Assemblée Législative). Stanął po stronie obrońców Marie Josepha de La Fayette’a. Był więziony w 1793 roku. Uwolniony po przewrocie 9 thermidora. Został wybrany do Rady Pięciuset. Po restauracji De Quincy został w 1816 roku wybrany sekretarzem Akademii Sztuki (fr. Académie des Beaux-Arts). Opowiadał się przeciwko grabieży dzieł sztuki dokonanej w Państwie Kościelnym przez Napoleona Bonapartego. Będąc architektem, De Quincy przekształcił kościół św. Genowefy, patronki Paryża, w świecką budowlę, tzn. Panteon. Był członkiem paryskiej loży masońskiej Thalie. Otrzymał krzyż oficerski Legii Honorowej oraz Order Świętego Michała. Zmarł w Paryżu 28 grudnia 1849 roku. Pochowany na Cmentarzu Montparnasse.

## Wybrane dzieła
- 1788–1825 – Dictionnaire d’Architecture
- 1791 – Rapport sur l’édifice dit de Sainte-Geneviève
- 1796 – Lettres sur les préjudices qu’occasionnerait aux arts et à la science le déplacement des monuments de l’art de l’Italie
- 1814 – Le Jupiter Olympien, Ou L’Art de la Sculpture Antique
- 1816 – Notice historique sur la vie et les ouvrages de M. Chalgrin, architecte
- 1824 – Histoire de la vie et des ouvrages de Raphaël
- 1834 – Canova et ses ouvrages
- 1835 – Histoire de la vie et des ouvrages de Michel-Ange Buonarroti
- 1836 – Recueil de dissertations archéologiques
- 1836 – Lettres sur l’Enlèvement des ouvrages de l’art antique à Athènes et a Rome
- 1837 – Notice historique sur la vie et les ouvrages de M. Lethière (OCLC 28658631)

## Odznaczenia
- Francuski Order Świętego Michała[potrzebny przypis]
- Oficer Legii Honorowej[potrzebny przypis]